# 2020 في الأردن
فيما يلي قوائم الأحداث التي وقعت خلال عام 2020 في الأردن.

## سياسة

### يناير
- 20 يناير - صدور الإرادة الملكية بتعيين رجائي المعشر عضوا في مجلس الأعيان.[4]

### مارس
- 17 مارس - صدور الإرادة الملكية بالموافقة على قرار مجلس الوزراء، إعلان العمل بقانون الدفاع رقم 13 لسنة 1992، في جميع أنحاء المملكة الأردنية الهاشمية، اعتبارا من 17 آذار 2020.

## أحداث

### يناير
- 02 يناير — نقيب المحامين مازن رشيدات رئيساً لمجلس النقباء خلفا لنقيب الصيادلة الدكتور زيد الكيلاني.[5]

### أبريل
- 2 أبريل - استقالة إبراهيم صبحي الشحاحدة وزير الزراعة في حكومة عمر الرزاز من منصبه.

### يوليو
- 6 يوليو - إطلاق الخطة التنفيذية الوطنية للنمو الأخضر 2021-2025
- 8 يوليو - البترا تحتفل بالذكرى 13 لاختيارها كإحدى عجائب الدنيا السبع.
- 7 يوليو - الحكومة الأردنية تطلق إستراتيجية قطاع الطاقة 2020-2030 [6]
- 7 يوليو - ظهور المذنب العملاق «نيووايز» في سماء الأردن
- 9 يوليو - عقد قران الأميرة راية بنت الحسين على الصحفي البريطاني، فارس نيد دونوفان [7]
- 25 يوليو - مدعي عام عمان حسن العبداللات يقرر كف يد أعضاء مجلس نقابة المعلمين وأعضاء الهيئة المركزية وهيئات الفروع وإداراتها ووقف النقابة عن العمل وإغلاق مقراتها لمدة سنتين.[8]
- 29 يوليو - صدور الإرادة الملكية بإجراء انتخابات مجلس النواب التاسع عشر.[9]
- 12 أوكتوبر - حكومة بشر الخصاونة تؤدي اليمين الدستورية أمام الملك عبدالله الثاني خلفا لحكومة عمر الرزاز المستقيلة.[10]
- 11 سبتمبر - انفجار الزرقاء 2020.

## رياضة
- 01 يناير — نادي الفيصلي يتوج بلقب بطولة سلطان العدوان بعد فوزه في نهائي البطولة على نادي الجزيرة بنتيجة 2-0.[11]
- 14 مايو - إدراج الأردن كعضو مؤازر في الاتحاد العالمي للرجبي.[12]
- 3 يونيو - الفيفا يمنح 3 حكمات أردنيات (إسراء مبيضين وصابرين العبادي وإسلام العبادي) الشارة الدولية لقيادة المباريات.[13]
- 7 يوليو - إختيار عامر شفيع ضمن قائمة اللاعبين الأكثر خوضا للمباريات الدولية [14]
- 15 يوليو - المحكمة الإدارية العليا تصادق على قرار بطلان نتيجة انتخابات نادي الوحدات التي فاز فيها بشار الحوامدة.[15]

## وفيات
- 04 فبراير - محمد حمدان: وزير التربية والتعليم الأسبق وعضو مجلس الأعيان.[16]
- 28 مارس - المناضلة الأردنية «تيريز هلسه» [17]
- 29 مايو - كامل أبو جابر: وزير الخارجية الأسبق.[18]
- 15 يونيو - محمد عصفور: وزير الصناعة والتجارة الأسبق.[19]
- 13 يوليو - إبراهيم صايل الحسبان: وزير التربية والتعليم الاسبق.[20]
- 15 يوليو - إلياس فركوح: روائي وقاص ومترجم [21]
- 10 أغسطس - عبدالسلام العبادي: وزير الأوقاف الأسبق وأمين عام مجمع الفقة الإسلامي.[22]
- 3 نوفيمبر - يحيى السعود: عضو مجلس النواب السابق ورئيس لجنة فلسطين النيابية.[23]
- 16 نوفيمبر - خالد جميل الصرايرة: عضو مجلس الأعيان ورئيس هيئة الأركان المشتركة الأسبق.[24]
- 13 ديسيمبر - طاهر حكمت: أول رئيس للمحكمة الدستورية في الأردن ورئيس المجلس القضائي الأسبق.[25]